# Толстовский дом
Доходный дом графа М. П. Толстого (Толсто́вский дом) — историческое здание в Центральном районе Санкт-Петербурга по адресу улица Рубинштейна, 15—17/ набережная реки Фонтанки, 54. Дом был построен в 1910—1912 годах по проекту архитектора Фёдора Лидваля.
Здание оформлено в стиле северного модерна и отличается оригинальным планировочным решением — из-за неправильной формы земельного участка Лидваль спроектировал три переходящих друг в друга двора, образующих внутреннюю улицу. Наиболее выразительным архитектурным украшением дома являются трёхпролётные арки, ведущие во дворы и соединяющие дворы.
За более чем сто лет с момента постройки жильцами дома являлись многие выдающиеся деятели культуры, науки, политики.
Дом имеет статус объекта культурного наследия регионального значения.

## История дома

### Участок и владельцы
Данные о земельном участке прослеживаются до первой четверти XIX века: известно, что уже в 1822 году на нём находилась усадьба купчихи Никулиной, позднее унаследованная её сыном Василием Тимофеевичем. На территории свыше четырёх с половиной саженей земли располагались четыре дома, ледники, сараи, конюшня, сеновалы, дровяной двор и торговые бани, а также сады и огороды. В 1860 году усадьбу Никулина выкупила титулярная советница Мария Фёдоровна Руадзе. При ней главный дом перестроили в камне и соединили с дворовым флигелем. Затраты на содержание и строительство превысили 190 тыс. рублей, эту сумму Руадзе заняла у Саломеи Агафоновны Акимовой. В 1868 усадьбу за долги выставили на аукцион, торги выиграла кредиторша Акимова (в замужестве — Эристова). В 1870-м она продала её действительному статскому советнику Густаву Ивановичу Франку. В 1889-м у его наследников землю выкупила графиня Екатерина Леонидовна Игнатьева.
В начале XX века у графини Игнатьевой участок купил граф Михаил Павлович Толстой, внучатый племянник героя Отечественной войны 1812 года Петра Толстого. Михаил Павлович сам был героем нескольких войн, он сражался в Русско-турецкой войне 1877—1878 годов, участвовал в обороне Шипки. Был награждён орденом Святого Георгия. Михаил Павлович заказал у архитектора Фёдора Лидваля проект доходного дома, который планировал построить на купленном у Игнатьевой участке. Уже в марте 1910-го проект был готов и одобрен заказчиком. В работе Лидвалю помогал архитектор Дмитрий Давыдович Смирнов, соавтор идеи тройной аркады внутренних дворов. Проект здания был закончен в марте 1910 года, работы по возведению шли три строительных сезона и завершились в 1912-м.
Михаил Павлович умер в 1913 году в Лозанне. После его смерти владелицей дома стала вдова графиня Ольга Александровна Толстая, урождённая княжна Васильчикова. Её отец князь Александр Васильчиков был секундантом на дуэли Михаила Лермонтова с Николаем Мартыновым.
Первым управляющим дома был Александр Леопольдович Коль, служивший у Толстого «главноуправляющим имениями, заводами и домами». С момента утверждения проекта он заведовал сметой и расходами, контролировал ход строительства. Коль получил в дар от Толстого квартиру в доме, где проживал до 1942 года.

### Описание
Толстовский дом оформлен в стиле северного модерна с элементами классицизма. Гладкие фасады декорированы сдержанно, оконные проёмы однообразны, мансарды верхних этажей просты и геометричны. Нижний ярус здания выделен красным кирпичом, выше идёт зернистая серая штукатурка, на которой выделяются окрашенные в жёлтый цвет декоративные элементы: сандрики, филёнки и арабески.
Фасады со стороны двора были оформлены так же, как и выходящие на набережную, что нехарактерно для петербургской архитектуры. Три переходящие друг в друга двора формируют внутреннюю улицу, которую неофициально называют улицей зодчего Лидваля. Искусствовед Борис Кириков отмечает, что главным эстетическим достоинством Толстовского дома являются трёхпролётные арки, ведущие ко внутренним дворам. Сложенные из известняковых плит, они обрамлены пилястрами и обелисками и решены в авторском воплощении архитектуры Возрождения. Из-за неправильной конфигурации участка продольная ось дворов имеет излом, поэтому аркады не образуют сквозной перспективы: они раскрываются поочерёдно, что придаёт композиции особенные эффектность и выразительность. Устройство сквозного внутреннего двора с тройной аркадой Лидваль повторил в доме Нобеля на Лесном проспекте, 20. По замыслу архитектора, внутренние дворы должны были создавать комфортную городскую среду — приватную зону, в которой жильцы не изолированы друг от друга, и создавать «европейский дух добрососедства». На границе с соседними участками образовались «чёрные» дворы, на которые выходили лестницы и окна подсобных помещений.
Доходный дом Толстого задумывался как жильё для всех сословий, квартиры различались по площади, чтобы соответствовать возможностям людей разного достатка. Однако для всех жильцов были доступны самые современные на тот момент удобства: водопровод и канализация, 15 пассажирских и 4 грузовых лифта, в здании были проведены система приточной и вытяжной вентиляции, электрическое освещение и телефонная связь. Для системы водяного отопления в подвалах было устроено 10 угольных котельных. Для жильцов работали 16 прачечных, биллиардные комнаты и гимнастический зал.
В доме было 15 парадных, 16-й подъезд находился во флигеле — там располагались квартиры обслуживающего персонала. Окна у всех парадных лестниц были украшены витражами, полы площадок выложены метлахской плиткой. Нумерация подъездов шла от Троицкой улицы в сторону Фонтанки, справа — нечётные номера, слева — чётные. Парадная № 9 предназначалась для меблированных комнат, которые можно было снять на разные сроки. Второй-шестой этажи имели по  20 комнат и ряд помещений общего пользования: две кухни с холодными отсеками, две ванных комнаты, две людских, две небольших кладовых, два балкона, а также четыре санузла. Кроме того, в каждой комнате предусматривались собственная передняя с умывальником и альков для сна. Некоторые комнаты имели и собственные санузлы, а в самых больших были даже установлены ванны и с третьего по пятый этаж устроены лоджии. До революции в Толстовском доме было около тысячи жильцов.

### После революции
В начале Гражданской войны дом опустел, многие жильцы эмигрировали, квартиры стали занимать все желающие. После 1918 года дом национализировали, жильё стали официально «уплотнять» и превращать в коммунальное, под квартиры отдали даже гаражи и подсобки. Некоторые квартиры, напротив, переформатировали в нежилые помещения: например, в квартире № 108 открылась театральная студия Николая Смолича.
В годы Великой Отечественной войны квартира № 106 была превращена в ДОТ с пулемётной амбразурой, на чердаках разместились пункты дежурств противовоздушной обороны, часть подвалов служила бомбоубежищем. 17 человек из числа ушедших на фронт жильцов Толстовского дома погибли на войне, 329 умерли в блокаду Ленинграда.
После войны от концепции проездных дворов Лидваля отошли: в них постелили газоны и высадили тополя, установили фонтан с бетонным вазоном посередине. Во внутреннем дворе снимались «лондонские» сцены советского телесериала «Шерлок Холмс» с Василием Ливановым в главной роли. Толстовский дом «участвовал» в съёмках фильмов «Зимняя вишня», «Рожденная революцией», «Вам и не снилось», «Бандитский Петербург» и другие.
В газете «Вечерний Ленинград» за 1987 год писали, что на тот момент в 327 квартирах дома проживало 3000 человек. После распада СССР многие жильцы стали приватизировать свою недвижимость, плотность расселения стала снижаться. Часть помещений была переведена в нежилой статус и отошла под коммерческое использование. В этот период вместо фонтана во дворе сделали парковку. В 2009 году по решению жилищной инспекции были срезаны балконы на чёрных лестницах. Хотя губернатор Петербурга Валентина Матвиенко публично заявляла, что они будут восстановлены за счёт городского бюджета, по состоянию на 2021 год этого не произошло.
К 2013 году в здании было зарегистрировано 300 квартир.
В 2021 году в подвальном этаже был открыт музей, посвящённый истории дома, жильцам и их быту.

### Статус
В 1970 году дому был присвоен статус регионального памятника архитектуры. С 1988 года территория дома вошла в Объединённую охранную зону Санкт-Петербурга в границах исторического центра, признанного объектом Всемирного наследия ЮНЕСКО № 540. Однако с 2008 года, после сокращения охранной зоны, статус этой территории был понижен до уровня «Зоны регулируемой застройки».
Толстовский дом считается одним из наиболее известных жилых домов Петербурга, его посещают туристические группы и экскурсанты с частными гидами. В 2008 году жильцы дома основали ТСЖ, придомовая территория была переведена в частную собственность жильцов. При этом в 2010 году территорию закрыли для свободного посещения. В СМИ часто публикуют сюжеты о конфликтах между экскурсоводами, жильцами и руководством ТСЖ.
Благодаря высокому качеству строительных работ и использованных материалов несущие конструкции дома хорошо сохранились, на 2016-й год износ здания оценивался только в 40 %. В худшем состоянии находятся внутренние коммуникации, фасады и декоративная отделка. В 2012 году на выделенные правительством деньги были отреставрированы главные проездная арка и ворота, часть лепнины и кованых элементов. По оценке жильцов, восстановлено было 5 % от общей площади фасадов.
25 мая 2022 года правительство Санкт-Петербурга в очередной раз объявило тендер на разработку проектной документации по ремонту и реставрации дворовых фасадов.

## Знаменитые жильцы
За более чем сто лет истории дома его жильцами были многие выдающиеся деятели культуры, науки, политики и государственные служащие, среди них: Екатерина Михайловна Шереметьева, основатель издательства «Алконост» Самуил Алянский, в квартире которого бывали выдающиеся писатели и деятели культуры, артистка балета Галина Кремшевская, поэт Василий Князев, генеральный директор Михайловского театра Владимир Кехман.
С середины июля 1913 года в квартире № 203 жил Аркадий Аверченко. В тот же период жильцами Толстовского дома были тяжелоатлет Людвиг Чаплинский, генерал-майор Александр Спиридович.
С 1912 года и до революции в квартире № 157 жил Сергей Варун-Секрет. Тогда же в квартире № 359 жил князь Михаил Андроников, имевший репутацию авантюриста и афериста, его частым гостем был Григорий Распутин. Одно из неудавшихся покушений на жизнь Распутина состоялось в квартире Андроникова. Согласно городской легенде, в гостях у князя бывал и Феликс Дзержинский. Андроников часто по ночам приводил к себе шумные компании, шумом беспокоил других жильцов. В 1916 году князя выселили из дома по требованию домовладелицы графини Ольги Толстой.
В советские годы в квартире № 660 жил профессор Дмитрий Матвеевич Позднеев, востоковед и коллекционер. У него в гостях во время визитов в Петербург останавливался Михаил Булгаков; высказано предположение, что именно с Позднеева он написал образ Воланда. В квартире № 104 у актрисы Дорианы Филипповны Слепян жила Раиса Беньяш, их часто навещала общая подруга Анна Ахматова. В квартире № 630 на печатной машинке хозяйки Галины Георгиевской-Кремшевской Ахматова напечатала «Реквием». Гостями Беньяш были также Ольга Берггольц, Галина Уланова, Аркадий Райкин. До войны в бывшей квартире князя Андроникова № 359 жил скрипач Мирон Полякин.
В 1980-х на одном этаже жили танцовщики Мариинского театра Лидия Дорфман и Валерий Михайловский. С 1980 по 2012 год в бывшей квартире управляющего Коля жил певец Эдуард Хиль. Из современных жильцов дома СМИ называют художника Михаила Шемякина, балерину Ирину Колпакову, дирижёра Мариса Янсонса.
Известно о как минимум о 37 жильцах дома, которые стали жертвами сталинских репрессий. Среди них родственник Булгакова профессор Позднеев, расстрелянный в 1937-м, капитан парохода «Аргунь» Павел Иванович Нейман, расстрелянный за «причинение ущерба на транспорте» и «измену Родине» в 1938-м, и учительница Тамара Валентиновна Коссетти, сосланная в Сороклаг за «участие в контрреволюционной организации», погибла в 1952-м. По запросу их потомков проект «Последний адрес» обратился к жильцам и руководству ТСЖ Толстовского дома с предложением установить на фасаде памятные таблички, хотя по действующему законодательству они должны были обращаться в Комитет по охране памятников истории и архитектуры (КГИОП), так как это дом-памятник. В декабре 2018 года Комитет по градостроительству и архитектуре Санкт-Петербурга разослал чиновникам районных администраций города письма, в которых предложил привлекать к административной ответственности лиц, устанавливающих таблички «Последний адрес».